# Маніпулятор (комаха)
Manipulator modificaputis — вимерлий тарган, який жив у пізньому крейдяному періоді. Голотипний зразок скам'янів у шматку бірманського бурштину віком 100 мільйонів років, який був знайдений у кар'єрі вулканокластичного аргіліту (осадової породи) у Нойдже Бум у долині Хукаунг у М'янмі. Цю комаху описали Петер Вршанський з Геологічного інституту SAS у Братиславі та Гюнтер Бехлі з Державного музею природи у Штутгарті.
У таргана-маніпулятора подовжена шия, вільно обертається голова і несподівано довгі ноги, що могло свідчити про хижий спосіб життя. Однак у 2022 році було з'ясовано, що Маніпулятори харчувалися квітами. Крім того, ця комаха має деякі ознаки, за якими вона зовнішньо схожа з богомолами. Тіло комахи має довжину 9,3 міліметра (0,37 дюйма) з передніми крилами довжиною 14,7 міліметра (0,58 дюйма) для самця і 10,9 міліметра (0,43 дюйма) довжини тіла, 13,4 міліметра (0,53 дюйма) довжини передніх крил для самки.
Дослідники створили нову родину «Manipulatoridae» після вивчення зразка на основі «унікального габітусу з численними аутапоморфіями разом із кількома плезіоморфіями». Інші екземпляри, включно з молодняком, були виявлені на бурштинових копальнях М'янми та описані в 2022 році
Цей вид був знайдений разом із десятками інших вимерлих видів комах, які повністю збереглися в бурштині, що робить Нойдже Бум у регіоні долини Хукаунг одним із найважливіших регіонів для бурштинових скам'янілостей, які містять повністю збережені комахи.
Вид Manipulator modificaputis належав до фауни безхребетних стародавнього бурштинового лісу регіону М'янма.
Він був єдиним представником родини Manipulatoridae до 2022 року, коли був описаний споріднений рід Manipulatoides, знайдений у бурштині з того самого родовища.